# لغة جوتية
اللغة الجوتية /ˈɡuːtiən/ هي لغة غير مصنفة ومنقرضة كان يتحدث بها الشعب الجوتي، وهم الذين حكموا سومر لفترة وجيزة باعتبارهم سلالة الجوتيين في القرن الثاني والعشرين قبل الميلاد. عاش الجوتيون في المنطقة الواقعة بين جبال زاغروس ونهر دجلة . لا يُعرف شيء عن هذه اللغة باستثناء وجودها وقائمة بأسماء الحكام الجوتيين في قائمة الملوك السومريين، والتي قد تعكس بعض عناصر اللغة.

## الدليل
تفتقر اللغة الجوتية إلى مجموعة نصية، وتوفر المصادر المعاصرة القليل من التفاصيل حول اللغة، وتقدم فقط قائمة بالأسماء.

### قائمة الملوك السومريين
أسماء الملوك الجوتيين من القائمة السومرية هي: 
- إنكيشوش
- سارلاغاب
- شولم (أو يارلاجاش)
- الولميش (أو سيلولو)
- إينيماباكيش (أو دوغا)
- إيجيشاوش (أو إلوآن)
- يارلاغاب
- إباتي
- يارلا (أو يارلانغاب)
- كوروم
- أبيلكين
- لاإيرابوم
- إيراروم
- ابرانوم
- هابلوم
- Puzur-Suen
- يارلاغاندا
- Tirigan

تسجل المخطوطات المختلفة ملوك جوتيين مختلفين برتب مختلفة. قد تكون بعض الأسماء من مجموعات أخرى، ونقل الأسماء غير موثوق. 
اقترح ثوركيلد جاكوبسن أن النهاية المتكررة -(e)š ربما كانت لها وظيفة نحوية في اللغة الجوتية، ربما كعلامة حالة . 